# یو کوبایاشی
یو کوبایاشی (انگلیسی: Yū Kobayashi; ۵ فوریهٔ ۱۹۸۲  – ) صداپیشه، و خواننده اهل ژاپن است .